# Hospital Nacional San Juan de Dios
El Hospital nacional San Juan de Dios es uno de los centros de salud públicos más importantes del país. Se encuentra ubicado en la localidad de Quetzaltenango. 
Se trata del tercer centro hospitalario más importante del país, aunque sus instalaciones abrieron en 1996, los equipos necesarios para su funcionamiento no se completaron sino 12 años más tarde por diversas complicaciones.